# Стадион Олимпийского спорткомплекса города Циньхуандао
Стадион Олимпийского спорткомплекса города Циньхуандао (кит. упр. 秦皇岛市奥林匹克体育中心体育场, пиньинь Qínhuángdǎo Shì Àolínpǐkè Tǐyù Zhōngxīn Tǐyùchǎng) — мультиспортивный стадион в городе Циньхуандао, Китай. Является составной частью Олимпийского спорткомплекса города Циньхуанда, включающего помимо стадиона — дворец спорта, физкультурный колледж, гостиницу для спортсменов, супермаркет и другие многофункциональные здания. Строительство стадиона было начато в 2002 году, закончено в 2004. Вместимость стадиона 33 000 посадочных мест. В рамках Олимпийских игр 2008 года, стадион принял матчи футбольного турнира.